# If I Could (Wiley)
If I Could è un singolo del rapper britannico Wiley, pubblicato il 15 maggio 2011 come secondo estratto dal primo EP Chill Out Zone.
Il singolo ha visto la collaborazione del cantautore britannico Ed Sheeran.

## Video musicale
Il videoclip, girato in Kingston, Jamaica ed è stato diretto da Ben Peters ed è stato pubblicato su YouTube il 1º maggio 2011.

## Tracce
1. If I Could – 3:07

## Crediti
- Voce solista: Wiley & Ed Sheeran
- Produttore: Weathers Jay
- Testi: Richard Cowie & Ed Sheeran
- Etichetta: Entainment Elusive

## Classifiche
| Classifica (2011)         | Posizione massima |
| ------------------------- | ----------------- |
| Regno Unito (independent) | 26                |